# 랭스 대성당
랭스 대성당 또는 랭스의 노트르담 대성당(프랑스어: cathédrale Notre-Dame de Reims) 또는 노트르담 드 랭스 주교좌 성당은 프랑스 랭스에 있는 로마 가톨릭교회의 대성당으로, 과거 역대 프랑스 군주들이 대관식을 치른 장소이다. 1211년 화재로 소실된 옛 성당을 대신해서 서기 496년 클로비스 1세가 당시 랭스의 주교였던 성 레미지오에게 세례를 받은 장소에 세워졌다. 대성당이 있는 장소에는 원래 고대 로마 시대의 목욕탕이 있는 장소였다. 랭스 대성당은 현재 랭스 대교구의 대성당이다.
오늘날 랭스 대성당은 샹파뉴 지방의 주요 관광지로 각광을 받고 있으며, 2006년 기준으로 50만 명의 방문자가 찾아왔다.